# Rivière aux Écorces Nord-Est
Pour les articles homonymes, voir Écorce (homonymie) et Rivière aux Écorces.
La rivière aux Écorces Nord-Est est un affluent de la rivière aux Écorces, coulant dans les territoires non organisés de Lac-Jacques-Cartier, la municipalité régionale de comté (MRC) de La Côte-de-Beaupré, dans la région administrative de la Capitale-Nationale, dans la province de Québec, au Canada. Le cours de la rivière aux Écorces Nord-Est traverse la partie ouest de la réserve faunique des Laurentides.
La vallée de la rivière aux Écorces Nord-Est est desservie indirectement par la route 169 et directement par la route forestière R0261 qui remonte la vallée de la rivière aux Écorces et la rivière aux Écorces Nord-Est. Cette vallée est aussi desservie par quelques routes forestières secondaires, surtout pour les besoins la foresterie et des activités récréotouristiques.
La foresterie constitue la principale activité économique de cette vallée ; les activités récréotouristiques, en second.
La surface de la rivière aux Écorces Nord-Est est habituellement gelée du début de décembre à la fin mars, toutefois la circulation sécuritaire sur la glace se fait généralement de la mi-décembre à la mi-mars.

## Géographie
Les principaux bassins versants voisins de la rivière aux Écorces Nord-Est sont :
- côté nord : rivière aux Écorces, rivière Trompeuse, ruisseau Cloutier, ruisseau Fortin, rivière aux Canots, ruisseau du Portage, ruisseau Madeleine ;
- côté est : rivière Pikauba, lac Pikauba, lac Talbot, ruisseau Noir ;
- côté sud : rivière aux Écorces du Milieu, lac Frenette, lac Saint-Georges, lac Germain, lac Jacqueline ;
- côté ouest : rivière aux Écorces, lac Corneillier, lac Métascouac.

La rivière aux Écorces Nord-Est prend sa source au Petit lac Vézina (longueur : 0,6 km ; altitude : 857 m) en zone forestière dans la réserve faunique des Laurentides. Cette source est située à :
- 2,4 km au nord du lac Honorine ;
- 2,6 km à l’est du lac Jacqueline (rivière aux Écorces Nord-Est) ;
- 8,5 km au sud-ouest de la route 175 ;
- 12,6 km au nord-ouest du lac Jacques-Cartier ;
- 12,7 km au sud de la jonction de la route 169 et route 175 ;
- 27,8 km au sud-est du sommet du hameau Mont-Apica ;
- 30,1 km à l’est de la confluence de la rivière aux Écorces Nord-Est et de la rivière aux Écorces[2].

À partir de sa source (Petit lac Vézina), la rivière aux Écorces Nord-Est coule sur 54,3 km avec une dénivellation de 380 m entièrement en zone forestière, selon les segments suivants :
Cours supérieur de la rivière aux Écorces Nord-Est (segment de 23,5 km)
- 1,7 km vers le nord-ouest notamment en traversant le lac Vézina (longueur : 1,1 km ; altitude : 821 m) sur 1,0 km, jusqu’à son embouchure ;
- 9,9 km vers le nord-est en serpentant, jusqu’à la décharge (venant du sud-est) du lac Jacqueline ;
- 1,5 km vers l’ouest, en formant une courbe vers le nord, jusqu’à la décharge (venant du sud) du Lac aux Loups ;
- 4,4 km vers le nord-ouest en traversant des rapides, jusqu’au ruisseau Madeleine (venant du nord-est) ;
- 1,3 km vers le sud-ouest en traversant trois séries de rapides et en courbant vers le nord-ouest, jusqu’au ruisseau Delphis (venant du sud) ;
- 4,7 km vers le nord-ouest en formant une boucle vers l’est en milieu de segment et une autre vers le sud en fin de segment, jusqu’au ruisseau du Portage (venant du nord) ;

Cours intermédiaire de la rivière aux Écorces Nord-Est (segment de 17,7 km)
- 2,2 km vers le sud en passant entre deux montagnes, jusqu’au ruisseau Joyal (venant du sud) ;
- 2,1 km vers le nord-ouest courbant vers l’ouest, jusqu’à un coude de rivière ;
- 2,9 km vers le sud-ouest, courbant vers l’ouest, en recueillant la décharge (venant du sud-ouest) du lac Gineau et le ruisseau Martel (venant du sud) jusqu’à la décharge (venant du nord) du lac Duchâtelets ;
- 2,3 km vers le sud-ouest, jusqu’à la décharge (venant du nord) des lacs Charland, Joibert, Maher et Dupin ;
- 8,2 km vers le sud en formant une courbe vers l’ouest, en recueillant la décharge (venant de l’ouest) du lac Paul-Eugène, en recueillant le ruisseau Kane (venant de l’est) et en traversant sur une centaine de mètres le lac Rancourt (longueur : 0,7 km ; altitude : 574 m), jusqu’à son embouchure. Note : ce lac est alimenté par la décharge des lacs Saint-Georges et Sayer. Une zone de marais caractérise toute la zone nord de ce lac ;

Cours inférieur de la rivière aux Écorces Nord-Est (segment de 13,1 km)
- 8,9 km vers le sud-ouest dans une vallée encaissée, en formant une grande courbe vers le nord pour contourner une montagne dont le sommet atteint 779 m et en traversant plusieurs rapides, jusqu’à un ruisseau (venant de l’est) ;
- 4,2 km vers le nord-ouest en traversant quelques rapides et en courbant vers l’ouest en fin de segment, jusqu’à son embouchure[2].

La rivière aux Écorces Nord-Est se déverse sur la rive nord-est de la rivière aux Écorces. Cette confluence est située à :
- 9,2 km à l’est du lac Métascouac ;
- 8,6 km au sud-est du lac aux Écorces ;
- 9,4 km au nord-ouest de l’embouchure de la rivière aux Écorces du Milieu ;
- 34,4 km au sud-ouest de la jonction de la route 169 ;
- 33,2 km à l’est du chemin de fer du Canadien National ;
- 57 km au sud-est de la confluence de la rivière Pikauba et de la rivière aux Écorces ;
- 62,4 km au sud-est de la confluence de la rivière Pikauba et du lac Kénogami ;
- 85,1 km au sud-ouest de la confluence de la rivière Chicoutimi et de la rivière Saguenay dans le secteur Chicoutimi de la ville de Saguenay[2].

À partir de l’embouchure de la rivière aux Écorces Nord-Est, le courant suit successivement le cours de la rivière aux Écorces sur 83,6 km généralement vers le nord, le cours de la rivière Pikauba sur 10,6 km généralement vers le nord, traverse le lac Kénogami sur 17,6 km vers le nord-est jusqu’au barrage de Portage-des-Roches, puis suit le cours de la rivière Chicoutimi sur 26,2 km vers l’est, puis le nord-est et le cours de la rivière Saguenay sur 114,6 km vers l’est jusqu’à Tadoussac où il conflue avec l’estuaire du Saint-Laurent.

## Toponymie
Le toponyme « rivière aux Écorces Nord-Est » a été officialisé le 5 décembre 1968 à la Banque des noms de lieux de la Commission de toponymie du Québec.